# Festivali i Këngës 2024
Das 63. Festivali i Këngës (albanisch; „Festival des Liedes“, „Songfestival“) fand zwischen dem 19. und 22. Dezember 2024 statt. Das Musikfestival von Radio Televizioni Shqiptar (RTSH) diente als albanischer Vorentscheid für den Eurovision Song Contest 2025 in Basel. Es gewann das Duo Shkodra Elektronike mit dem Titel Zjerm.

## Format

### Konzept
Am 30. September 2024 bestätigte RTSH offiziell seine Teilnahme am Eurovision Song Contest 2025 und dass das Festivali i Këngës als Vorentscheid genutzt werden soll. Anlässlich des 20-jährigen Jubiläums der Teilnahme Albaniens am Eurovision Song Contest ist eine sogenannte Nostalgia Night zur Feier des Jubiläums geplant. Als Autorin des Festivals fungiert Zenfina Hasani, Regisseur ist Redi Treni. Zuvor wurde bereits bekanntgegeben, dass Elhaida Dani die künstlerische Leitung innehat. Sie gewann das Festival 2014 und belegte beim darauffolgenden Eurovision Song Contest den 17. Platz.
Am 10. Dezember 2024 wurde bekanntgeben, dass der Sieger des Festivals Albanien beim Eurovision Song Contest vertreten werde. Dies war zuletzt 2021 der Fall (danach ein Jury-Preisträger im Rahmen des Festivals). Das Ergebnis setzt sich aus der Abstimmung der Jury sowie dem Televoting in Albanien und dem Kosovo zusammen. Die albanische Diaspora kann über eine Website abstimmen.
Die Jury, die am ersten Abend bekanntgegeben wurde, bestand aus:
- Zana Çela (Vorsitz)
- Alma Bektashi
- Ylljet Aliçka
- Merita Rexha Tërshana
- Florent Boshnjaku
- Jonida Maliqi
- Ramona Tullumani

Die Jury vergab Punkte von 1 bis 8, 10 und 12 an jeden Beitrag, das heißt, ein Beitrag konnte maximal 84 Punkte von der Jury erhalten.

### Beitragswahl
Zwischen dem 27. und 29. September 2024 konnten Beiträge bei RTSH eingereicht werden. Die Teilnehmer wurden am 10. Oktober vorgestellt. Die Beiträge wurden ab dem 21. Oktober 2024 vorgestellt.

### Moderation
Als Moderatoren wurden Enkel Demi und Ornela Bregu am 10. Dezember 2024 präsentiert. Obwohl Dalina Buzi im Finale als zusätzliche Moderatorin angekündigt wurde, trat sie nicht in Erscheinung.

## Teilnehmer
Am 19. November 2024 wurde bekannt, dass Olsi Bylyku seine Teilnahme aus persönlichen Gründen zurückgezogen hatte. Für ihn wurde Klea Dina nachnominiert.
| Interpret   | Lied Musik (M) und Text (T) | Sprache   | Übersetzung (inoffiziell) |
| ----------- | --------------------------- | --------- | ------------------------- |
| Olsi Bylyku | Tupanët M/T: Olsi Bylyku    | Albanisch | Trommeln                  |

### Zurückkehrende Teilnehmer
Mit dem Jurysieger des Vorjahres, Mal Retkoceri, kehrte ein Gewinner zum Wettbewerb zurück.
| Interpret       | Jahr                                       |
| --------------- | ------------------------------------------ |
| Mal Retkoceri   | 2023                                       |
| Devis Xherahu   | 2007, 2019, 2020                           |
| Djemtë e Detit  | 1991, 1992, 1994, 1996, 1997, 1998, 1999   |
| Elvana Gjata    | 2003, 2019                                 |
| Endrik Beba     | 2012, 2013, 2016, 2022 (als Teil von Lynx) |
| Erma Mici       | 2022                                       |
| Gjergj Kaçinari | 2020, 2021, 2022                           |
| Kleansa Susaj   | 2023                                       |
| Luna Çausholli  | 2022                                       |
| Martina Serreqi | 2023                                       |
| Orgesa Zaimi    | 2015, 2017, 2018, 2020                     |

## Halbfinale
Die Startreihenfolge für die ersten beiden Halbfinale wurde am 18. Dezember bekanntgegeben.

### Erstes Halbfinale
Das erste Halbfinale fand am 19. Dezember statt. Die Show wurde von Elhaida Dani mit Fëmija e parë, dem ersten Gewinnertitel des Festivals, eröffnet. Im Rahmen des Abends traten Noizy mit dem Titel Vllazni und Slimane mit seinem Grand-Prix-Beitrag Mon amour auf, sowie mit Avant toi als Duett mit Elhaida Dani. Weitere Gäste waren Edlira Çepani und Zamira Koleci.
| Startnr. | Interpret           | Lied Musik (M) und Text (T)                                  | Sprache             | Übersetzung (inoffiziell) |
| -------- | ------------------- | ------------------------------------------------------------ | ------------------- | ------------------------- |
| 1        | Orgesa Zaimi        | I parë M/T: Enis Mullaj, Eriona Rushiti                      | Albanisch, Englisch | Zuerst                    |
| 2        | Erma Mici           | Mbaje M: Kledi Bahiti, Erma Mici; T: Rozana Radi             | Albanisch           | Behalte                   |
| 3        | Luna Çausholli      | Qiell apo ferr M: Luna Çausholli; T: Ermira Çausholli        | Albanisch           | Himmel oder Hölle         |
| 4        | Ronaldo Mesuli      | N’zemër M/T: Ronaldo Mesuli                                  | Albanisch           | Im Herzen                 |
| 5        | Mihallaq Andrea     | Porositë e babait M: Mihallaq Andrea; T: Ardiana Dragoj      | Albanisch           | Vaters Befehle            |
| 6        | Kejsi Jazxhi        | Kur bota hesht M: Briz Musaraj; T: Sardi Strugaj             | Albanisch           | Wenn die Welt verstummt   |
| 7        | Lorenc Hasrama      | Frymë M/T: Petro Xhori                                       | Albanisch           | Seele                     |
| 8        | Jet                 | Gjallë M: Inis Neziri; T: Elios Shuli                        | Albanisch           | Leben                     |
| 9        | Djemtë e Detit      | Larg M: Valentin Markvukaj; T: Timo Flloko                   | Albanisch           | Weit                      |
| 10       | Nita Latifi         | Zemrës M/T: Nita Latifi, Lorenc Hasrama                      | Albanisch           | Herz                      |
| 11       | Martina Serreqi     | Nese qaj M/T: Sardi Strugaj                                  | Albanisch           | Wenn ich weine            |
| 12       | Alis Kallacej       | Mjegull M/T: Alban Kondi, Alis Kallacej                      | Albanisch           | Nebel                     |
| 13       | Shkodra Elektronike | Zjerm M: Beatriçe Gjergji, Lekë Gjeloshi; T:Beatriçe Gjergji | Albanisch           | Feuer                     |
| 14       | Kleansa Susaj       | Ta dija M: Kledi Bahiti, Kleana Susaj; T: Pejana Elezi       | Albanisch           | Ich wusste es             |
| 15       | Ardit Çuni          | Amane M: Ardit Çuni; T: Ardit Çuni, Stiv Ushe                | Albanisch           | –                         |

 Kandidat hat sich für das Finale qualifiziert.

### Zweites Halbfinale
Das zweite Halbfinale fand am 20. Dezember statt. Als Gast trat Aleksandër Gjoka, der Gewinner von 1992, auf. Weitere Gäste waren Brixhida Muça und Klaudia Pepa.
| Startnr. | Interpret                        | Lied Musik (M) und Text (T)                                                                                | Sprache             | Übersetzung (inoffiziell)       |
| -------- | -------------------------------- | --- | ------------------- | ------------------------------- |
| 1        | Mal Retkoceri                    | Antihero M/T: Mal Retkoceri                                                                                | Albanisch           | Antiheld                        |
| 2        | Klea Dina                        | Dashuri ndiej M/T: Drenusha Zajmi, Klea Dina, Agron Dina                                                   | Albanisch           | Ich fühle Liebe                 |
| 3        | Devis Xherahu                    | Ka momente M: Devis Xherahu; T: Devis Xherahu, Ertemiona Mejdani, Marly & Santi                            | Albanisch           | Da sind Momente                 |
| 4        | Vesa Smolica                     | Lutem M/T: Eriona Rushiti                                                                                  | Albanisch           | Bitte                           |
| 5        | Algert Sala                      | Bosh M/T: Algert Sala                                                                                      | Albanisch           | Leer                            |
| 6        | Gresa Gjocera                    | E vërteta M: Endrit Shani; T: Gresa Gjocera                                                                | Albanisch           | Die Wahrheit                    |
| 7        | Frensi Revania                   | Rreziko M: Alban Male; T: Frensi Revania & Alban Male                                                      | Albanisch           | Spielen                         |
| 8        | Endrik Beba                      | Ishe ti M/T: Endrik Beba                                                                                   | Albanisch           | Du warst es                     |
| 9        | Epos Grup                        | Kurajo dhe Zjarr M/T: Algert Kashari                                                                       | Albanisch           | Mut und Feuer                   |
| 10       | Laurjan Ejlli ft. Adelina Corraj | A thu M: Jetmir Mehmedaj; T: Melita Vjerdha                                                                | Albanisch           | Hast du gesagt                  |
| 11       | Santino De Bartolo               | Kur nata vjen si bora M/T: Santino de Bartolo                                                              | Albanisch           | Wenn die Nacht wie Schnee kommt |
| 12       | Rea Nuhu                         | Sot M/T: Rea Nuhu                                                                                          | Albanisch           | Heute                           |
| 13       | Elvana Gjata                     | Karnaval M: Elvana Gjata, Luca Luisa Ionela, Victor Burosu T: Elvana Gjata, Lira Blakaj, Luca Luisa Ionela | Albanisch, Spanisch | Karneval                        |
| 14       | Stine                            | E kishim nis M/T: Stine                                                                                    | Albanisch           | Wir haben es begonnen           |
| 15       | Gjergj Kaçinari                  | Larg jetës pa ty M/T: Gjergj Kaçinari                                                                      | Albanisch           | Weg vom Leben mit dir           |

 Kandidat hat sich für das Finale qualifiziert.

### Nostalgia Night
Die Nostalgia Night fand am 21. Dezember 2024 statt und feierte das 20-jährige Jubiläum der ersten Teilnahme Albaniens am Eurovision Song Contest. Die Teilnehmer traten dabei in Duetten auf sangen Lieder vergangener Ausgabe des Festivals.
| Startnr. | Interpret                         | Lied                                                      | Übersetzung (inoffiziell)      | Originalinterpret                   | Jahr |
| -------- | --------------------------------- | --------------------------------------------------------- | ------------------------------ | ----------------------------------- | ---- |
| 1        | Martina Sereqi Stine              | Erë pranverore M: Tish Daija, T: Llazar Siliqi            | Frühlingsduft                  | Vaçe Zela & Pjetër Gjerjgi          | 1962 |
| 2        | Kejsi Jazxhi Mihallaq Andrea      | Mora shoqezën përkrah M: Josif Minga, T: Lasgush Poradeci | Ich nahm meine Freundin mit    | Afërdita Zonja                      | 1989 |
| 3        | Ardit Çuni Frensi Revania         | Eja M: Ardit Gjebrea, T: Xhevahir Spahiu                  | Komm!                          | Ardit Gjebrea                       | 1995 |
| 4        | Elvana Gjata Shkodra Elektronike  | Margjelo M: Prenk Jakova, T: Filip Ndocaj                 | –                              | Nikolin Gjergji & Klotilde Shantoja | 1964 |
| 5        | Gresa Gjocera Ronaldo Mesuli      | Askush s’do ta besojë M: Jorgo Papingji, T: Flamur Shehu  | Niemand wird es glauben        | Anita Bitri                         | 1990 |
| 6        | Djemtë e Detit Santino de Bartolo | Zemër e plagosur M: Xhevdet Gashi, T: Hivzi Krasniqi      | Verwundetes Herz               | Sabri Fejzullahu                    | 1992 |
| 7        | Luna Çausholli Nita Latifi        | Udhëtoj i menduar M: Shpëtim Saraçi, T: Dritëro Agolli    | Ich reise nachdenklich         | Manjola Nallbani                    | 1989 |
| 8        | Endrik Beba Lorenc Hasrama        | Humba pranverën M: Françesk Radi, T: Agim Doçi            | Ich habe den Frühling verloren | Françesk Radi                       | 1998 |
| 9        | Jet Laurjan Ejlli Adelina Corraj  | Në çdo zemër një herë troket M: Kujtim Laro, T: Gjok Beci | Jedes Herz schlägt einmal      | Frederik Ndoci                      | 1998 |
| 10       | Klea Dina Rea Nuhu                | Grurë dhe Këngë M: Aleksandër Lalo, T: Met Dervishi       | Weizen und Lieder              | Elida Shehu & Fatma Zyberi          | 1978 |
| 11       | Gjergj Kaçinari Kleansa Susaj     | Dëshirë dhe heshtje M: Nonda Kajno, T: Ervin Hatibi       | Verlangen und Stille           | Ritfolk                             | 1994 |
| 12       | Alis Kallacej Erma Mici           | Suus M: Florent Boshnjaku, T: Rona Nishliu                | persönlich                     | Rona Nishliu                        | 2011 |
| 13       | Algert Sala Vesa Smolica          | Mirësia dhe e vërteta M: Luan Zhegu, T: Agron Duka        | Freundlichkeit und Wahrheit    | Albërie Hadërgjonaj                 | 1998 |
| 14       | Epos Mal Retkoceri                | Jetoj M: Agim Krajka, T: Zhuljana Jorganxhi               | Ich lebe                       | Parashqevi Simaku                   | 1989 |
| 15       | Devis Xherahu Orgesa Zaimi        | Shqipëri o vendi im M: Avni Mula, T: Hysni Milloshi       | Albanien, mein Land            | Avni Mula & Ema Qazimi              | 1978 |

## Finale
Die Finalisten wurden am 21. Dezember 2024 bekanntgegeben. Das Finale selbst fand am 22. Dezember statt.
| Rang | Startnr. | Interpret           | Lied Musik (M) und Text (T)                                                                                | Sprache             | Übersetzung (inoffiziell) | Jury | Zuschauer | Zuschauer | Gesamt |
| Rang | Startnr. | Interpret           | Lied Musik (M) und Text (T)                                                                                | Sprache             | Übersetzung (inoffiziell) | Jury | Diaspora  | SMS       | Gesamt |
| ---- | -------- | ------------------- | --- | ------------------- | ------------------------- | ---- | --------- | --------- | ------ |
| 1.   | 11       | Shkodra Elektronike | Zjerm M: Beatriçe Gjergji, Lekë Gjeloshi; T:Beatriçe Gjergji                                               | Albanisch           | Feuer                     | 78   | 23        | 42        | 143    |
| 2.   | 13       | Elvana Gjata        | Karnaval M: Elvana Gjata, Luca Luisa Ionela, Victor Burosu T: Elvana Gjata, Lira Blakaj, Luca Luisa Ionela | Albanisch, Spanisch | Karneval                  | 74   | 42        | 19        | 135    |
| 3.   | 15       | Alis Kallacej       | Mjegull M/T: Alban Kondi, Alis Kallacej                                                                    | Albanisch           | Nebel                     | 52   | 1         | 6         | 59     |
| 4.   | 3        | Vesa Smolica        | Lutem M/T: Eriona Rushiti                                                                                  | Albanisch           | Bitte                     | 51   | 0         | 3         | 54     |
| 5.   | 12       | Lorenc Hasrama      | Frymë M/T: Petro Xhori                                                                                     | Albanisch           | Seele                     | 36   | 1         | 4         | 41     |
| 6.   | 5        | Djemtë e Detit      | Larg M: Valentin Markvukaj; T: Timo Flloko                                                                 | Albanisch           | Weit                      | 35   | 0         | 2         | 37     |
| 7.   | 9        | Ardit Çuni          | Amane M: Ardit Çuni; T: Ardit Çuni, Stiv Ushe                                                              | Albanisch           | –                         | 22   | 2         | 2         | 26     |
| 8.   | 8        | Orgesa Zaimi        | I parë M/T: Enis Mullaj, Eriona Rushiti                                                                    | Albanisch, Englisch | Zuerst                    | 20   | 0         | 1         | 21     |
| 9.   | 1        | Jet                 | Gjallë M: Inis Neziri; T: Elios Shuli                                                                      | Albanisch           | Leben                     | 11   | 0         | 1         | 11     |
| 9.   | 7        | Gjergj Kaçinari     | Larg jetës pa ty M/T: Gjergj Kaçinari                                                                      | Albanisch           | Weg vom Leben mit dir     | 10   | 0         | 0         | 11     |
| 11.  | 10       | Algert Sala         | Bosh M/T: Algert Sala                                                                                      | Albanisch           | Leer                      | 7    | 0         | 0         | 7      |
| 12.  | 2        | Kejsi Jazxhi        | Kur bota hesht M: Briz Musaraj; T: Sardi Strugaj                                                           | Albanisch           | Wenn die Welt verstummt   | 5    | 0         | 0         | 5      |
| 12.  | 14       | Mal Retkoceri       | Antihero M/T: Mal Retkoceri                                                                                | Albanisch           | Antiheld                  | 4    | 1         | 0         | 5      |
| 14.  | 6        | Nita Latifi         | Zemrës M/T: Nita Latifi, Lorenc Hasrama                                                                    | Albanisch           | Herz                      | 1    | 0         | 0         | 1      |
| 15.  | 4        | Stine               | E kishim nis M/T: Stine                                                                                    | Albanisch           | Wir haben es begonnen     | 0    | 0         | 0         | 0      |

### Juryvoting
| Startnr. | Interpret           | Lied             | Zana Çela | Alma Bektashi | Ylljet Aliçka | Merita Rexha Tërshana | Florent Boshnjaku | Jonida Maliqi | Ramona Tullumani | Gesamt |
| -------- | ------------------- | ---------------- | --------- | ------------- | ------------- | --------------------- | ----------------- | ------------- | ---------------- | ------ |
| 1        | Jet                 | Gjallë           | 1         | 0             | 0             | 4                     | 0                 | 0             | 5                | 10     |
| 2        | Kejsi Jazxhi        | Kur bota hesht   | 0         | 0             | 5             | 0                     | 0                 | 0             | 0                | 5      |
| 3        | Vesa Smolica        | Lutem            | 8         | 7             | 7             | 8                     | 8                 | 7             | 6                | 51     |
| 4        | Stine               | E kishim nis     | 0         | 0             | 0             | 0                     | 0                 | 0             | 0                | 0      |
| 5        | Djemtë e Detit      | Larg             | 4         | 5             | 8             | 5                     | 6                 | 6             | 1                | 35     |
| 6        | Nita Latifi         | Zemrës           | 0         | 0             | 0             | 0                     | 1                 | 0             | 0                | 1      |
| 7        | Gjergj Kaçinari     | Larg jetës pa ty | 0         | 1             | 3             | 0                     | 5                 | 2             | 0                | 11     |
| 8        | Orgesa Zaimi        | I parë           | 2         | 4             | 2             | 3                     | 2                 | 3             | 4                | 20     |
| 9        | Ardit Çuni          | Amane            | 5         | 2             | 4             | 2                     | 3                 | 4             | 2                | 22     |
| 10       | Algert Sala         | Bosh             | 3         | 3             | 0             | 0                     | 0                 | 1             | 0                | 7      |
| 11       | Shkodra Elektronike | Zjerm            | 10        | 12            | 12            | 12                    | 10                | 12            | 10               | 78     |
| 12       | Lorenc Hasrama      | Frymë            | 6         | 6             | 1             | 6                     | 4                 | 5             | 8                | 36     |
| 13       | Elvana Gjata        | Karnaval         | 12        | 10            | 10            | 10                    | 12                | 8             | 12               | 74     |
| 14       | Mal Retkoceri       | Antihero         | 0         | 0             | 0             | 1                     | 0                 | 0             | 3                | 4      |
| 15       | Alis Kallacej       | Mjegull          | 7         | 8             | 6             | 7                     | 7                 | 10            | 7                | 52     |

1. 1 2  Mit englischem Titel